# When You Were Mine
«When You Were Mine» es una canción compuesta e interpretada originalmente por Prince, incluida en su tercer álbum de estudio Dirty Mind (1980). Fue versionada por Cyndi Lauper, lanzada como el último sencillo de su álbum debut She's So Unusual. El sencillo fue lanzado en Canadá y Japón. Lauper presentó el sencillo en los premios American Music 1985. En los Estados Unidos, Lauper lo lanzó como un sencillo promocional y más recientemente fue incluido en el recopilatorio 2003 en The Essential Cyndi Lauper.
También fue versionado por artistas tales como Iain Matthews, Mitch Ryder, Ani DiFranco, Züri West, Tegan and Sara, entre otros.

## Lista de canciones
Sencillo en 7"
- A. «When You Were Mine» – 4:00
- B. «Yeah Yeah» – 3:17